# Dzungariska Alatau
Alataw Shan är en bergskedja i Kina. Den ligger i den nordvästra delen av landet, 3 000 km väster om huvudstaden Peking.